# Doug Wimbish
Douglas Arthur "Doug" Wimbish (ur. 22 września 1956 w Hartford, Connecticut) – amerykański muzyk, kompozytor i wokalista, znany głównie jako basista. Działalność artystyczną podjął w latach 80. w zespole Tackhead. W latach późniejszych związał się z grupą rockową Living Colour. Od 1996 roku występuje także w zespole Jungle Funk, którego był współzałożycielem. W 1999 roku nakładem On-U Sound Records ukazał się debiutancki album solowy muzyka zatytułowany Trippy Notes for Bass (1999). Drugie wydawnictwo basisty pt. CinemaSonics trafiło do sprzedaży w 2008 roku nakładem Yellowbird Records. Wimbish współpracował ponadto, m.in. z takimi wykonawcami jak: Little Axe, Joe Satriani, Jeff Beck oraz Billy Idol.

## Instrumentarium[8]
- 1987 Spector 4-string [brown], sn/1409
- 2000 Spector 5-string fretless [blk]
- 1987 Spector 5-string [blue], sn/0009
- 2000 spector 6-string bass [blue], sn/014
- Ibanez Doug Wimbish mo. basses [4, 5, & 6-strunowa]
- 2000 electric upright bass [natural], sn/99095

## Filmografia
- "Stranger: Bernie Worrell on Earth" (2005, film dokumentalny, reżyseria: Philip Di Fiore)[9]
- "Breaking a Monster" (2015, film dokumentalny, reżyseria: Luke Meyer)[10]